# Агонофилијa
Агонофилија  (од грчке речи  agonos- борба, сукоб  и  philia - љубав према) је облик парафилије која укључује сексуално узбуђење које потиче од чина борбе, учествовања или посматрања борбеног спорта, као што су рвање, бокс или кик бокс, борилачке вештине, итд., или гледањем њихових приказа.

## Опште информације
Агонофилијa означава широк спектар сексуалног узбуђења, од оног изазваног прибором за борбу (нпр. боксерским рукавицама, заштитним кацигама, штитницима за уста, сатенским гаћама) до стварног ангажовања у борби (легитимним или фантазијским).
За оне који се заправо боре, узбуђење је вишедимензионално. Оно је код агонофилије изазвано као комбинација борбене опреме, физичког контакта са противником, наношења и задобивања повреда и стварне борбе. У зависности од квалитета меча, сексуалне енергије између такмичара у присуству гледалаца, неки мечеви иду у легитимни нокаут, или може након меча уследити сексуални однос са доминантним и субмисивним улогама које су одређене исходом борбе.
Неки мушкарци који себе обично сматрају стрејт јасно уживају у комбинацији борбене опреме и мушко-мушког контакта током борбе, а наравно, могло би се приписати и привлачности код мешовитог бокса и оног у женској борби.